# Hortsavinyà
Hortsavinyà és una llogaret que pertany al municipi de Tordera (El Maresme). L'església parroquial de Sant Llop, de façana barroca, amb la rectoria i un hostal, en formen el nucli principal.

## Geografia
Hortsavinyà està situat al cor del Massís del Montnegre. Històricament ha tingut una relació més directa amb Pineda de Mar, gràcies a la riera de Pineda que neix al Montnegre i baixa fins al mar.

## Història
El primer esment del nom d'Hortsavinyà és de l'any 1101, com alodium Orti Saviniani i sembla aquest l'origen del seu nom, donat que la denominació llatina de orti-saviniani significa domini d'en Savinià, en referència a Sabí de Bigorra, possible senyor del terreny de què prengué el nom la població. Posteriorment consta com Hort-Sevinyà, per passar a Orsavinyà, tal com consta en els arxius municipals del poble. Però sembla més correcte, per la seva etimologia, la denominació d'Hortsavinyà o Ortsavinyà. El filòleg Joan Corominas en diu Hortsavinyà.
Les primeres dades de l'església de Santa Eulàlia d'Hortsavinyà són de l'any 1080. La primitiva esglesiola podria ésser obra del segle ix o X i en l'actualitat està molt reformada. Sorprèn la seva grandiositat, sobretot per haver estat parròquia d'una petita població al cim de la muntanya. En un principi, l'església esdevingué del Bisbat gironí i de l'Arquebisbat de Narbona, fet que referma la teoria de ser fundada en l'època de la Marca Hispànica, en què tots els naixents bisbats depenien de l'Arquebisbat de dita ciutat francesa.
Hortsavinyà va formar part de la baronia de Montpalau. Posteriorment es va convertir en municipi independent (al qual pertanyien Vallmanya i Sant Pere de Riu) fins al primer terç del segle xx.
Hortsavinyà va ésser l'últim ajuntament que es va agrupar a Tordera. En l'última Acta de Permanent d'Hortsavinyà, efectuada el dia 31 de desembre de 1929, essent alcalde el Sr. Joan Camps, consta que “en compliment de l'acord d'aquest Ajuntament sobre l'agregació al municipi de Tordera, s'acorda per unanimitat fer entrega de l'arxiu d'Hortsavinyà a l'Ajuntament de Tordera. Es va subscriure amb la Permanent de Tordera l'acta corresponent”.
Durant la guerra civil l'església va ser saquejada i es cremaren tots els objectes de culte, excepte la imatge de Sant Llop que va ser amagada per uns veïns.

## Festes
L'antiga patrona del poble és santa Eulàlia i el patró de l'església parroquial és sant Llop. La Festa Major és l'1 de setembre, essent també festiu la diada de la Mare de Déu del Roser i la diada de Santa Eulàlia, el 10 de desembre. Segons la devoció popular, Sant Llop és advocat per guarir-se del mal de coll, per això calia beure aigua beneïda el dia del Sant Llop o untar-se el coll amb l'oli de la llàntia que cremava al seu altar, essent també invocat pels defectuosos en el parlar a fi d'afavorir-los la paraula. També és invocat contra les bruixes, els diables, els mals esperits i contra les alimanyes.
Prop del lloc hi ha la petita ermita de la Mare de Déu de l'Erola, del segle xviii, on celebra un aplec tradicional el diumenge de la segona Pasqua.

## Llocs d'interès
D'un temps ençà, un grup de veïns que viuen en masies han fet renéixer la vida en aquest paratge de gran bellesa. Cal destacar a l'esplanada la bonica església de Sant Llop, l'església de Santa Eulàlia d'Hortsavinyà, l'ermita de l'Erola i Sant Miquel de Vallmanya. Nombroses masies de gran bellesa que demostren que la vida en plena natura encara és possible, també hi podem admirar les alzines gegants de Can Portell (que el 2009 va caure-li un llamp i va quedar malmesa) i el roure de Santa Maria (caigut el 2010), catalogat per la Generalitat com un dels arbres més espectaculars de Catalunya (calien 4 persones per abraçar-lo, va caure el 10 de gener de 2010 per una nevada i ara només es poden visitar les restes caigudes).
Des de Pineda de Mar s'hi pot anar caminant per Quatre Camins, o bé pel Camí de les Costes, pujant la riera amunt. Els dos trajectes són preciosos i passen per boscos d'alzina, pinedes, i boscos de castanyer magnífics.
Hortsavinyà també té una escola (creada el 1999) que es diu Escola d'Hortsavinyà, es tracta d'una escola unitària on els nens estan dividits en dos únics grups, infantil en una sala, i primària en l'altra, el curs 2013/2014 hi van en total 25 nens i nenes.
A Hortsavinyà també s'hi fa cada any la festa Viu el parc a la tardor, on hi van alumnes de moltes escoles del Maresme.
Parlar d'Hortsavinyà és parlar de natura en el seu estat més pur: masies, boscos frondosos, vegetació mediterrània, passejades, silenci i aire pur. Un poema de Pere Coromines ho il·lustra bé.
| «                | "Muntanyes d'Horsavinyà, de suredes, i alzinars i rouredes, rovellades, qui us ha vist de sol negades mai més us podrà oblidar. Ai Sant Llop d'Horsavinyà! Amb un polze de tità persigneu-nos tot el món, des de dalt del campanar en el trenc de l'horitzont." | » |
| — Pere Coromines | |   |